# Assycuera macrotela
Assycuera macrotela är en skalbaggsart som först beskrevs av Bates 1880.  Assycuera macrotela ingår i släktet Assycuera och familjen långhorningar.
Artens utbredningsområde är:
- Costa Rica.
- Guatemala.
- Honduras.
- Nicaragua.

Inga underarter finns listade.